# Champagnier
Chamagnieu là một xã thuộc tỉnh Isère, vùng Rhône-Alpes đông nam nước Pháp. Xã này nằm ở khu vực có độ cao trung bình 217 mét trên mực nước biển.
Sông Bourbre tạo thành ranh giới phía tây bắc thị trấn.